# UNESCO-Projektschule

Symbol der Dachorganisation UNESCO

UNESCO-Projektschulen (kurz: ups) sind die Schulen, die Mitglied im UNESCO Associated Schools Network (UNESCO Associated Schools ASPnet, Écoles associées de l’UNESCO) der UNESCO sind, das 1953 gestartet wurde, um einzelne Bildungsinstitutionen direkt in die Arbeit der UNESCO einzubinden. Weitere Schreibweisen sind UNESCO-Projekt-Schule und unesco-projekt-schule, in Österreich UNESCO-Schule und in der Schweiz UNESCO-assoziierte Schule.
UNESCO-Projektschulen verankern in ihren Schulprofilen und Leitbildern wie auch im Schulalltag und der pädagogischen Arbeit die Ziele und Werte der UNESCO. An außerschulischen Aktivitäten und Projekten nehmen sowohl Lehrkräfte als auch Schüler und Eltern teil. Die Arbeit an den UNESCO-Zielsetzungen wird von den UNESCO-Projektschulen eigenverantwortlich gestaltet und umgesetzt. Um effektiv zu arbeiten, kooperieren viele Schulen untereinander und mit Partnerinstitutionen und sie beteiligen sich an nationalen und internationalen Seminaren. Für viele Schulen ist der Höhepunkt ihrer Arbeit der alle zwei Jahre stattfindende internationale UNESCO-Projekttag. In Deutschland gibt es rund 300 UNESCO-Projektschulen, in Österreich 95 (Stand August 2020) und in der Schweiz ungefähr 60, weltweit etwa 11.500 Bildungseinrichtungen in mehr als 180 Staaten dieser Erde.

## Allgemeines
Es gibt knapp 300 UNESCO-Projektschulen in Deutschland in allen 16 Bundesländern. Solche Schulen sind ganz „normale Schulen“ aller Schularten. Grundschulen, Gemeinschaftsschulen, Gymnasien, Gesamtschulen, Berufsbildende Schulen, staatliche Regelschule und Privatschulen können prinzipiell einen solchen Status erlangen ebenso wie auch Kindergärten und Institutionen der Lehrkräftebildung. Die UNESCO-Projektschulen gehören dem weltweiten UNESCO Associated Schools Network an. In Deutschland werden die UNESCO-Projektschulen der einzelnen Bundesländer von der jeweils zuständigen Schulbehörde bzw. dem entsprechenden Kultusministerium unterstützt. Die für das UNESCO-Schulnetzwerk in Deutschland zuständige Bundeskoordination der UNESCO-Projektschulen ist bei der Deutschen UNESCO-Kommission angesiedelt.

## Geschichte
Die UNESCO ist eine Sonderorganisation der Vereinten Nationen und wurde 1946 gegründet. UNESCO steht für United Nations Educational, Scientific and Cultural Organization, was übersetzt Organisation der Vereinten Nationen für Bildung, Wissenschaft, Kultur heißt. Von Anfang an war Bildung ein zentrales Ziel und ein sehr starkes Element der Arbeit der UNESCO. Man wollte die Schüler direkt weiterbilden und vor allem ein besseres internationales Verständnis aufbauen. Deshalb gründete die UNESCO 1953 das Associated Schools Project, um so Schulen in die Arbeit der UNESCO einzubinden. In Deutschland heißen diese Schulen „UNESCO-Projektschule“ und mit der Hamburger Helene-Lange-Schule (heute: Helene-Lange-Gymnasium) bekam die erste deutsche Schule den Status als UNESCO-Modellschule, die inzwischen weiterentwickelt worden ist zur UNESCO-Projektschule.

## Die Arbeit der UNESCO-Projektschule

### Ziele
Die Ziele von UNESCO-Projektschulen sind:
- die Menschenrechte für alle verwirklichen;
- Nachhaltigkeit lernen, die Umwelt schützen und bewahren;
- Anderssein der anderen akzeptieren, sich gegenseitig tolerieren und voneinander lernen;
- Armut und Elend bekämpfen;
- die globale Entwicklung voranbringen.

Heute sind sie in den Leitlinien verdeutlicht:
Menschenrechtsbildung und Demokratieerziehung
- Die Menschenrechte und die Prinzipien der Demokratie kennen, sie im Alltag respektieren und für ihre Umsetzung einstehen
- Kenntnisse über Verfahren der individuellen und gesellschaftlichen Konfliktbewältigung haben
- Ursachen nationaler und internationaler Konflikte untersuchen und Initiativen für Konfliktbeilegung kennen
- Das Spektrum der internationalen Vereinbarungen verstehen; die Menschenrechtssituation kritisch bewerten, eine kritische Einstellung gegenüber unterschiedlichen Rechtssystemen entwickeln

Interkulturelles Lernen
- Interesse für fremde Kulturen entwickeln, andere Kulturen und Lebensweisen kennenlernen und achten
- Lernen, andere Perspektiven in Zusammenhängen zu erkennen, einzunehmen und Empathie zu entwickeln
- Den erweiterten Kulturbegriff der UNESCO verstehen: Kulturpluralismus, Kultur als Tradition, Kommunikation und Zukunftsperspektiven
- Respekt, Toleranz und Wertschätzung als Grundeinstellung entwickeln und danach handeln

Umwelterziehung
- Die Umweltprobleme - Luft, Klima, Wasser, Boden, Artenvielfalt, Energie, Müll, Ressourcen – verstehen und in Verbindung zu unseren Lebensstilen bringen
- Ideen zu umweltbewusstem Handeln entwickeln und zu ihrer Umsetzung beitragen
- Ökologisches Verständnis entwickeln
- Sich nachhaltig umweltbewusst verhalten

Globales Lernen
- Es gibt nur eine Welt, in der wir uns als Individuen in globalen Zusammenhängen sehen und verstehen
- Globalisierung in allen Aspekten - positiven wie negativen – sehen und verstehen
- Notwendigkeit internationaler Begegnung erkennen und Fähigkeiten zur interkulturellen Kooperation erwerben
- Persönliche Mitverantwortung für Mensch und Umwelt erkennen, annehmen und auf gesellschaftlicher, wirtschaftlicher und politischer Ebene unter Berücksichtigung sozialer und ethischer Aspekte umsetzen

UNESCO-Welterbeerziehung
- Deutsche, europäische und weltweite Welterbe-Stätten kennen und achten und als gemeinsames Erbe der Menschheit verstehen
- Das Welterbe in seiner Vielfalt schätzen: Naturerbe, Kulturerbe, Erinnerungsstätten, Immaterielles Erbe
- Aktiv am Erhalt und der Pflege bestehender Natur- und Kultur-Stätten mitarbeiten
- Das UNESCO-Welterbe in Unterricht und Schulalltag verankern und nutzen, die Welterbestätten als außerschulische Lernorte erleben

Die Schüler einer UNESCO-Projektschule sollen über die Ziele informiert und über die Funktion dieser Ziele aufgeklärt werden. Außerdem sollen sich die Schüler selbst ein Bild über die Situation, lokal und global, politisch, kulturell und finanziell machen. Darüber hinaus sollen Umweltprobleme und Lösungen vermittelt werden. Die Schule hat weiterhin den Auftrag, die Schüler zu umweltbewusstem Handeln, friedlicher Konfliktlösung und Toleranz untereinander zu bewegen.

### Verwirklichung
Maßgeblich für das Netzwerk der UNESCO-Projektschulen ist auf internationaler Ebene der „Guide for Members“ des UNESCO Associated Schools Network. In Deutschland besteht darüber hinaus ein Qualitätspapier, das zentral für das deutsche Netzwerk der UNESCO-Projektschulen ist. Die damit verbundenen Standards der Qualitätsentwicklung als UNESCO-Projektschulen werden durch die Schulen des Netzwerks im Sinne des Whole School Approach umgesetzt. Die Arbeit als UNESCO-Projektschule basiert daher auf der Mitwirkung aller an der Schule beteiligten Personengruppen (Schülerinnen und Schüler, Lehrkräfte, Schulleitung, Eltern, Schulträger und externe Partner). Die Schulen entwickeln eigene Ideen und arbeiten im Netzwerk auch gemeinsam mit anderen UNESCO-Projektschulen, Organisationen und Personen. Um sich am Internationalen Netzwerk zu beteiligen, schließen viele Schulen Schulpartnerschaften oder Brieffreundschaften mit Schulen in der ganzen Welt. Außerdem wird versucht Begegnungen zu ermöglichen, dafür werden beispielsweise interkulturelle Begegnungen und Seminare organisiert. Es soll darauf geachtet werden, dass bei der Arbeit die Philosophie der UNESCO „think global - act local“ (global denken – lokal handeln) beachtet wird. Das bedeutet, man soll Dinge lokal, im Bereich seiner eigenen Möglichkeiten tun, also zum Beispiel einem armen Dorf oder einer zerbombten Schule durch weltweite gemeinsame Aktionen helfen und die eigenen Schüler über die Ziele der UNESCO aufklären.
Beteiligung und Engagement bei der Arbeit sind an den Schulen sehr unterschiedlich. Es gibt viele aktive Schulen, die Arbeitsgruppen haben, in denen sie arbeiten. An anderen Schulen wird durch ein Projektteam ein Leitziel mit einem Schwerpunkt bearbeitet.

### Internationale Projekttage
Seit 1996 findet alle zwei Jahre ein internationaler Projekttag statt, zu jeweils einem auf einer Fachtagung der UNESCO-Projektschulen umfassend vorbereiteten Thema. Die Themen behandeln meist gesellschaftlich aktuelle Ereignisse und Probleme. Die Arbeit zu diesem Thema kann Monate andauern und wird oft mit einem Projekttag in der Schule verbunden. An diesem Projekttag nehmen die meisten UNESCO-Projektschulen teil. Außerdem werden immer auch andere Schulen zu diesem Projekt eingeladen. Höhepunkt des Tages oder der lang andauernden Arbeit sind die bundesweit zentralen Veranstaltungen, die möglichst medienwirksam konzipiert werden, um eine breite Öffentlichkeit zu erreichen. Für gewöhnlich finden auch regional weitere Veranstaltungen statt, da die Anreise zu den zentralen Veranstaltungen für viele schwierig ist. Dadurch gestalten natürlich auch noch viel mehr Personen den Projekttag.
|     | Jahr | Thema                                                                             |
| --- | ---- | --------------------------------------------------------------------------------- |
| 14. | 2022 | Transformation konkret!                                                           |
| 13. | 2020 | DemokratICH - Demokratiebildung in einer Welt der Umbrüche                        |
| 12. | 2018 | Brennpunkt Zukunft – Agenda 2030                                                  |
| 11. | 2016 | Schau hin! Misch dich ein!                                                        |
| 10. | 2014 | Welterbe Erde – mach dich stark für VIELFALT!                                     |
| 9.  | 2012 | Hinter'm Tellerrand geht's weiter! Weltbewusst essen und leben                    |
| 8.  | 2010 | Unser Handeln – unsere Zukunft                                                    |
| 7.  | 2008 | Nebeneinander − Miteinander − Heimat finden. − Wie viel Integration brauchen wir? |
| 6.  | 2006 | Lebenstraum Sport − fit − friedlich − fair − für Eine Welt                        |
| 5.  | 2004 | Lebenselixier Wasser − Probleme, Konflikte, Chancen                               |
| 4.  | 2002 | Dialog zwischen den Kulturen                                                      |
| 3.  | 2000 | Nachhaltige Entwicklung − Wege zu einer Kultur des Friedens                       |
| 2.  | 1998 | 50 Jahre Allgemeine Erklärung der Menschenrechte                                  |
| 1.  | 1996 | 10 Jahre nach der Katastrophe von Tschernobyl                                     |

### UNESCO-Bleistifte
In den 90er begann die UNESCO eine weltweite Alphabetisierungskampagne. Ein Beitrag der UNESCO-Projektschulen war, Bleistifte zu verkaufen und die Einnahmen zu spenden. Die Bleistifte sind ein Symbol für das Schreiben, sie bestehen aus Naturholz, haben das UNESCO-Symbol und weisen auf „Grundbildung für alle“ in den Sprachen Deutsch, Englisch, Französisch und Spanisch hin. Ein Teil des Geldes geht an ein Projekt der Helene-Lange-Schule in Wiesbaden, um Schulen in Nepal zu „bauen und restaurieren“. Die Schulen, die die Stifte verkauft haben, können über die Verwendung eines genau so großen Anteils des Geldes selbst bestimmen. Das Geld muss für soziale Projekte benutzt oder an bekannte Hilfsorganisationen gespendet werden. Der Verkauf der UNESCO-Bleistifte ist immer wieder eine Möglichkeit, um auf die Ziele der UNESCO aufmerksam sowie um Spenden zu sammeln.

## Organisation

### Schulkoordination
In jeder Schule gibt es eine Koordinatorin / einen Koordinator. Er oder sie ist für die UNESCO-Arbeit und Organisation an der Schule verantwortlich und nimmt regelmäßig an Tagungen teil. Außerdem ist er oder sie der Ansprechpartner für Anregungen, Einladungen zu Schülerseminaren, Fragen und Aktivitäten.

### Landeskoordination
In jedem Bundesland gibt es eine Landeskoordinatorin / einen Landeskoordinator, der oder die normalerweise an einer Schule tätig ist. Er oder sie wird in den meisten Bundesländern von den Schulkoordinationen gewählt und soll die Schulen beraten und informieren (zum Beispiel über Tagungen und Rundschreiben). Des Weiteren erledigt er oder sie die Öffentlichkeitsarbeit auf der Landesebene und ist für die Zusammenarbeit mit dem Kultusministerium und den Schulbehörden zuständig.

### Projektkoordination
Außer den Schul- und Landeskoordinationen besteht auch die Möglichkeit zur Einrichtung von Projektkoordinationen, die spezifische Projekte betreuen, wie z. B. das internationale Ostseeprojekt Baltic Sea Project oder in der Vergangenheit auch das Blue Danube Project oder zur Welterbebildung.

### Bundeskoordination
Für Deutschland gibt es eine Bundeskoordinatorin / einen Bundeskoordinator, der oder die von der Amtschefkonferenz der Kultusministerkonferenz (KMK) im Wechsel der Bundesländer für eine Amtszeit von mindestens drei Jahren gestellt wird. Sie oder er ist für die Zusammenarbeit des Netzwerks der UNESCO-Projektschulen gemeinsam mit den Landes- und den Schulkoordinationen zuständig, informiert diese, unterstützt sie bei der Arbeit und fördert den Erfahrungsaustausch und die Zusammenarbeit untereinander. Dafür lädt er unter anderem einmal im Jahr zur Fachtagung der UNESCO-Projektschulen und mindestens zweimal im Jahr zum Landeskoordinatorentreffen ein. Außerdem ist er oder sie der Vertreter der UNESCO-Projektschulen in Deutschland, ist somit Ansprechpartner für Kultus- und Schulbehörden und bildet die Schnittstelle zur internationalen Koordination des Netzwerks der UNESCO Associated Schools in der Zentrale der UNESCO in Paris. Eine weitere Aufgabe ist es, internationale Kontakte aufzubauen und zu pflegen. Die Bundeskoordination der UNESCO-Projektschulen ist in der Deutschen UNESCO-Kommission angesiedelt, ihr Büro befindet sich in Bonn. Seit 2019 ist Klaus Schilling als Bundeskoordinator der UNESCO-Projektschulen tätig.

## Der Weg zur UNESCO-Projektschule
Es handelt sich hierbei um einen mehrstufigen, mehrjährigen Prozess. In Deutschland ist die erste Stufe „interessierte Schule“ auf Länderebene, die zweite „mitarbeitende Schule“ auf nationaler Ebene und die dritte „anerkannte UNESCO-Projektschule“ als Teil des weltweiten Netzwerks. Um eine UNESCO-Projektschule zu werden, muss man zuerst sein Interesse an den Themen der UNESCO durch die schulische Arbeit zeigen und das Interesse auf der Ebene des Bundeslands bekunden. An die Phase der interessierten UNESCO-Projektschule kann sich der Einsatz als „mitarbeitende UNESCO-Projektschule“ anschließen. Die Bewerbung wird über die Landeskoordination und das Kultusministerium an die Bundeskoordination geleitet. Maßgeblich sind folgende Kriterien:
- Man muss eine Schule oder eine Bildungseinrichtung sein;
- Votum der Schulkonferenz;
- Schulprofil;
- Begründung der Bewerbung;
- Berichte über Aktivitäten, die der einer UNESCO-Projektschule ähneln (besonders der Punkt der internationalen Verständigung);
- Zielvorstellungen.

Die Schulbehörde bzw. das Kultusministerium trifft zusammen mit der Landes- und Bundeskoordination die Entscheidung. Bei den Bewerbungen wird versucht, ein Gleichgewicht zwischen den Schularten zu erhalten.
Um eine „anerkannte UNESCO-Projektschule“ zu werden, muss eine „mitarbeitende UNESCO-Projektschule“ nach zwei bis drei Jahren einen Antrag zur Bundeskoordination mit einem Antrag für das UNESCO-Hauptquartier in Paris schicken. Für diese Bewerbung gibt es ein Antragsformular, das die folgende Kriterien erfüllen muss:
- Zustimmung der Schulkonferenz;
- Befürwortung der Schulbehörde bzw. des Kultusministeriums;
- Befürwortung der Deutschen UNESCO-Kommission.

Wird dem Antrag zugestimmt, bekommt die Schule eine Urkunde und darf sich von nun an „anerkannte UNESCO-Projektschule“ nennen. Die Urkunde wird von der Generaldirektion der UNESCO unterzeichnet.
Wenn Schulen an Projekten, Seminaren und anderen Veranstaltungen von UNESCO-Projektschulen regelmäßig teilnehmen, gelten diese als interessierte UNESCO-Projektschulen.

## Associated Schools Network
International bilden mehr als 11.500 Schulen ein Netzwerk verschiedener Bildungseinrichtungen aus über 180 Ländern, das sich UNESCO Associated Schools Network nennt. Jede der Schulen des Associated Schools Network ist eine „UNESCO-Projektschule“, somit sind alle in Deutschland aus Paris anerkannte Schulen Mitglied des Associated Schools Network. Früher trug das internationale UNESCO-Schulnetzwerk den Namen Associated Schools Project. Dieser Name hat sich in der international weiterhin genutzten Abkürzung für das globale Schulnetzwerk als ASPnet erhalten. International verfolgen alle diese Schulen die gleichen Ziele, arbeiten international und organisieren Treffen, Austausche, Seminare und Workshops. Das ASP-Netzwerk wurde 1953, sieben Jahre nach der Gründung der UNESCO ins Leben gerufen.

## Länderlisten
- Liste der UNESCO-Projektschulen in Deutschland
- Liste der UNESCO-Schulen in Österreich